# Zdzieci Stare
Zdzieci Stare – wieś w Polsce położona w województwie świętokrzyskim, w powiecie staszowskim, w gminie Połaniec.
| SIMC    | Nazwa   | Rodzaj    |
| ------- | ------- | --------- |
| 1019355 | Kolonia | część wsi |

W latach 1975–1998 miejscowość administracyjnie należała do województwa tarnobrzeskiego.

## Dawne części wsi – obiekty fizjograficzne
W latach 70. XX wieku przyporządkowano i opracowano spis lokalnych części integralnych dla Zdzieci zawarty w tabeli 1.

| Nazwa wsi – miasta | Nazwy części wsi – miasta                                                 | Nazwy obiektów fizjograficznych – charakter obiektu |
| ------------------ | ------------------------------------------------------------------------- | --- |
| I. Gromada RUSZCZA |                                                                           | |
| 1. Zdzieci         | 1. Dębina 2. Górki 3. Kolonia 4. Nowe Zdzieci 5. Stare Zdzieci 6. Ściegna | 1. Dębina — pole 2. Górki — pole 3. Kolonia — pole 4. Nowe Zdzieci — pole 5. Pecówki — pastwiska, nieużytki 6. Serwitus Chłopski — las 7. Sieradzki Las — las 8. Stare Zdzieci — pole 9. Ściegna — pole 10. Śmierdziączka — kanał 11. Za Górą — pole |

## Literatura
1. Kaczmarek Leon (red. nauk. zeszytu), Taszycki Witold (red. nauk. wyd.): Urzędowe Nazwy miejscowości i obiektów fizjograficznych. 33. Powiat staszowski województwo kieleckie. Komisja ustalania nazw miejscowości i obiektów fizjograficznych (do użytku służbowego). Z: 33. Warszawa: Urząd Rady Ministrów. Biuro do Spraw Prezydiów Rad Narodowych, 1970. Brak numerów stron w książce